# Vlasta Havelková
Vlasta Havelková, rozená Wlasta Barbara Elisabeth Wankel (16. prosince 1857 Blansko – 16. června 1939 Praha), byla česká etnografka, zaměřená především na výzkum výšivky a ornamentu ve slovanském lidovém umění, a muzejnice.

## Život
Byla dcerou lékaře a amatérského archeologa Jindřicha Wankla. V roce 1876 se provdala za středoškolského profesora Jana Havelku a přestěhovala se do Olomouce.
V roce 1884 spoluzaložila Vlastivědný spolek musejní, který vydával vlastní časopis, a zároveň s ním Vlastivědné muzeum v Olomouci, kde se podílela především na přípravě výstav výšivek a krojů. Ve svém raném díle, které publikovala v Časopisu vlasteneckého spolku musejního v Olomouci a v trojsvazkovém sborníku Moravské ornamenty, se odráží její silné národnostní cítění a nekritický obdiv k lidové výtvarné kultuře. Kromě dobového vlastenectví ji v tom ovlivnily jak názory jejího otce, který považoval Slovany za praobyvatele Evropy, tak jejího manžela, který věřil v autochtonnost Slovanů na českém území. Od svého spolupracovníka Ignáta Wurma zase přejala metodu srovnávání mezi ornamenty lidovými a pocházejícími z archeologických nálezů. V tomto duchu například považovala halštatskou kulturu za slovanskou.
Až v 90. letech počala opouštět názor o slovanském původu evropské kultury a připustila, že základní ornamentální prvky mohly existovat v různých kulturách nezávisle na sobě. Později spolupracovala na moravské kolekci na Národopisné výstavě českoslovanské v roce 1895 a v roce 1906 byla Luborem Niederlem ustanovena kustodkou Národopisného muzea, načež svoji publikační činnost téměř ukončila. V Praze XIX, Dejvice bydlela na adrese Dejvická 17.

## Dílo

### Spisy
- Výstava národního vyšívání moravského, kterou v lednu roku 1885 uspořádal muzejní spolek v Olomouci – Olomouc: vlastním nákladem, 1885
- Vyšívání lidu moravského – Olomouc: v. n., 1889
- Obušek – Olomouc: v. n., 1894
- Vývoj některých ornamentů našich lidových ve vyšívání – kresby opatřila Madlenka Wanklova. Olomouc: Vlastenecký muzejní spolek (VMS) v Olomouci, 1898
- O symbolice v naší ornamentice: k výstavě výšivek a krajek v Plzni – Plzeň: v. n., 1903
- Šata česko-slovanská – Praha: Národopisná Společnost Českoslovanská (NSČ), 1903?
- Vzpomínky – Olomouc: v. n., 1929

### Jiné
- Moravské ornamenty. Sešit 2. – na kámen kreslila Madlenka Vanklova; sepsala úvod. Vídeň: VMS v Olomouci, 1890
- Průvodce po Národopisném museu českoslovanském v zahradě Kinských v Praze-Smíchově – redakcí Adolfa Černého s příspěvky Vlasty Havelkové, Madlenky Wanklovy. Praha: NSČ, 1903
- Jaký význam má dnes lidový kroj? – Augustin Žalud; napsala návod k šití původních českých krojů lidových. Praha: Alois Neubert, 1914